# سیل کره جنوبی در سال ۲۰۲۳
سیل کره جنوبی ۲۰۲۳ (انگلیسی: 2023 South Korea floods) را بارندگی شدید در طول فصل بارانی ۲۰۲۳ آسیای شرقی شد که به سیل شدید و رانش زمین در سراسر کره جنوبی انجامید. ساکنان استان‌های چونگ‌چئونگ شمالی و گیونگ‌سانگ شمالی بیشتر تحت تأثیر این رویداد قرار گرفتند. در این سیل تا ۲۲ ژوئیه ۲۰۲۳ دست کم ۴۷ نفر کشته شدند و ۳ نفر نیز مفقود هستند.

## پیشینه
فصل باران‌های موسمی کره جنوبی معمولاً در ژوئن آغاز می‌شود و در اوایل اوت به پایان می‌رسد. این کشور معمولاً باران‌های موسمی شدید را تجربه می‌کند و توپوگرافی کوهستانی آن آسیب‌پذیری منطقه در برابر رانش زمین را افزایش می‌دهد. با این حال، تلفات گزارش شده در این فصل بیشتر از حد معمول بوده است. این شدیدترین بارندگی در کره جنوبی در ۱۱۵ سال گذشته بوده است.
چئونگ تائه سونگ، کارشناس سیل، از مؤسسه تحقیقات ملی مدیریت بلایای کره جنوبی، گفت: این واقعیت که باران‌ها در مناطق روستایی این کشور که نظارت و دسترسی به آنها سخت‌تر است رخ داده، می‌تواند دلیلی برای افزایش تلفات باشد. وی همچنین گفت که تغییرات آب و هوایی یکی از دلایل احتمالی آن است، زیرا باران در کرهٔ جنوبی به دلیل گرم شدن هوا به‌جای پخش شدن در مدت زمان طولانی‌تری به صورت فوران‌های شدید شکل می‌گیرد و آمادگی برای مقابله با سیل را دشوارتر می‌کند.

## تأثیر و خسارت‌ها

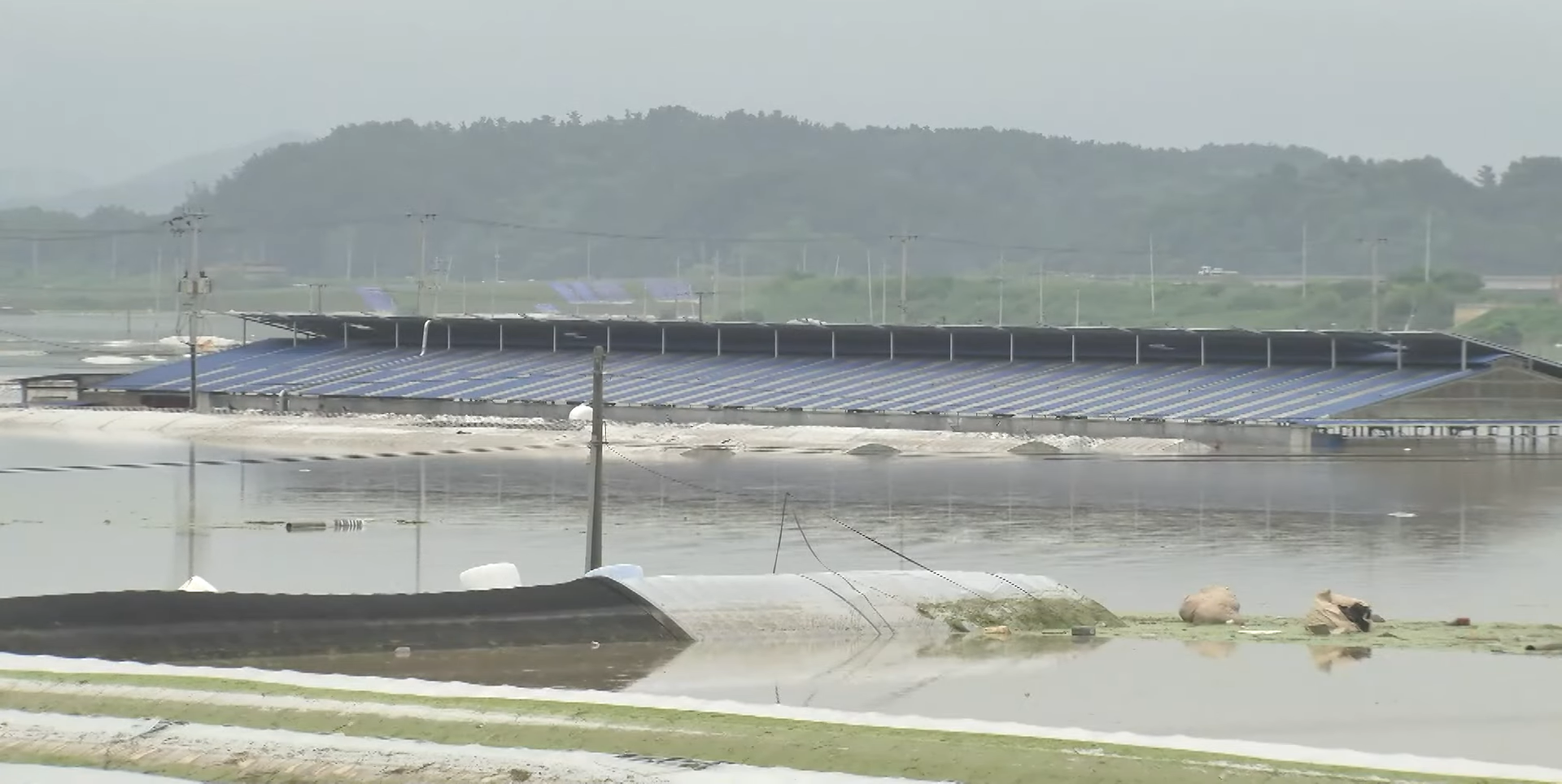
آب‌گرفتگی زمین‌های کشاورزی

در زمین‌های کشاورزی بسیاری از مردم در اثر باران‌های سیل‌آسا باعث رانش زمین و سرریز شدن یک سد در وزیرستان شمالی شدند و باعث تخلیه خانه‌های ۹٬۲۰۰ و بیش از ۱۴٬۴۰۰ نفر در سراسر کشور شدند. در ۱۷ ژوئیه، آژانس خبری یونهاپ گزارش داد که ۶۲۸ تسهیلات عمومی و ۳۱۷ ملک خصوصی در اثر بارش سنگین آسیب‌دیده‌اند. براساس اطلاعات وزارت کشور و ایمنی، بیش از ۳۱۰۰۰ هکتار (۷۷٬۰۰۰ هکتار) زمین‌های کشاورزی آسیب‌دیده یا سیل‌زده و احشام کشته شده‌اند. چندین سایت میراث فرهنگی نیز از جمله دژ گونگجو و مونگیئونگ سجه نیز آسیب‌دیده‌اند.
بیست و دو نفر در گیونگ‌سانگ شمالی کشته شدند و چهار تن دیگر در استان استان چونگچونگ جنوبی کشته شدند.

## دومین رویداد تونل
در چئونگ‌جو وقتی که خودروهای آن‌ها در شماره ۲ تونل پس از سقوط سواحل رودخانه میهو در ۱۵ ژوئیه به دام افتادند ۱۴ نفر کشته شدند. مقامات آتش‌نشانی تخمین زدند که همه تونل با آب پر شده است.
در سه دقیقه حجم آب دو برابر شد و ۱۵ وسیله نقلیه را در به دام انداخت. نهصد نفر از اعضای تیم نجات، از جمله غواصان، در جستجوی تونل دست داشته‌اند.
یک هشدار سیل چهار ساعت پیش از این حادثه صادر شده بود که منجر به انتقاد از مقامات محلی و دولت استانی شد که چرا برای بستن تونل اقدامی نشده بود.

## پاسخ دولت
نخست‌وزیر هان دوک سو خواستار استقرار نیروهای مسلح جمهوری کره برای انجام عملیات جستجو و نجات به دلیل اختلال در خدمات ریلی در کره جنوبی شد. رئیس‌جمهور یون سوک یول به تغییر اقلیم به عنوان یک علت احتمالی اشاره کرد و اظهار داشت که «این نوع رویداد شدید آب و هوایی عادی خواهد شد … ما باید بپذیریم که تغییرات آب و هوایی رخ می‌دهد و با آن مقابله کنیم.» دیگر چنین هوای غیرعادی را غیرعادی بنامیم." او همچنین خواستار نیاز به ارتقاء سیستم‌های نظارت بر سطح آب شد. یون سیزده منطقه را «مناطق بلایای ویژه» تعیین کرد که آنها را واجد شرایط حمایت مالی در تلاش‌های امدادی می‌کند. در یک کنفرانس مطبوعاتی، وزارت اتحاد از دولت کره شمالی درخواست کرد که دولت کره جنوبی را از هرگونه برنامه‌ریزی برای رهاسازی آب از سد ونگانگ آگاه کند.
از ۱۵ ژوئیه، قطارهای عمومی و خدمات KTX در مناطق آسیب دیده به حالت تعلیق درآمده است. کوریل، اپراتور راه‌آهن، اعلام کرد قطارهای آسیب‌دیده به محض اتمام بررسی‌های آسیب‌های ساختاری، فعالیت خود را از سر خواهند گرفت.در ۱۷ ژوئیه، رئیس‌جمهور یون از استان گیونگ سانگ شمالی بازدید کرد. در همان روز، دولت او یک حسابرسی به منظور رسیدگی به سیل، به ویژه در حادثه زیرگذر، را راه‌اندازی کرد.